# Baggersee (Regensburg)
Der Regensburger Baggersee, auch Baggerweiher oder Westbadweiher genannt, ist ein Grundwassersee sowie der größte See im Stadtgebiet von Regensburg. Er befindet sich im Bereich des ehemaligen Flugplatzes nahe der Westheimsiedlung im Westenviertel von Regensburg nahe dem nördlichsten Punkt der Donau.

## Geschichte
Bereits seit den 1930er Jahren existierten östlich der nahegelegenen Westheimsiedlung kleine Kiesabbaugebiete, in denen sich Grundwasser sammelte. Nachdem Erweiterungen aufgrund komplizierter Grundstücksverhältnisse in der Nachkriegszeit erschwert waren, wurde westlich der Siedlung der Kiesabbau ermöglicht. Die ehemaligen Kiesgruben östlich der Westheimsiedlung wurden in den folgenden Jahrzehnten verfüllt und in den Folgejahren bebaut.
Im Bereich des ehemaligen Flugplatzes nahe der ehemaligen Messerschmittwerke hingegen konnte Anfang der 1950er Jahre, damals durch die Kiesbaggerei Almer, unmittelbar südlich der Donau großflächig Kies abgebaut werden. Zu dieser Zeit war südlich des Kiesabbaugebiets geplant, den Flugplatz nach Osten zu erweitern, nachdem ab 1955 von Seiten der Besatzungsmacht der Weg zur zivilen Luftfahrt freigemacht worden war. Nachdem das Projekt letztendlich scheiterte und der Flugplatz im Jahre 1961 stillgelegt wurde, konnte nach Beendigung des Kiesabbaus der heutige ca. 65 Hektar große Westpark entstehen, auch Donaupark genannt.
Der Kiesabbau hinterließ auf dem Gebiet nach Abschluss der Materialabfuhr den heutigen Grundwassersee, der dann „Baggerweiher“ genannt wurde. Nach dem unmittelbar angrenzenden städtischen Westbads wird der See heute auch „Westbadweiher“ genannt. Seit dem Aufstau der Donau im Jahre 1977 sorgt ein Schöpfwerk für eine konstante Wasserspiegelhöhe des 12 ha großen Baggerweihers.
Der Baggersee ist der größte See auf städtischem Gebiet und wurde in den 1980er Jahren von  Regensburger Bürgern und Besuchern zum Baden genutzt. Als sich in der Folge die Wasserqualität des Badesees massiv verschlechterte, wurden die Uferzonen bepflanzt, um für Flora und Fauna neuen Raum innerhalb des Stadtgebiets zu schaffen bzw. zurückzugeben. Der See gewann seine gute Wasserqualität zurück und bietet zahlreichen Wasservogelarten eine Heimat.

## Galerie

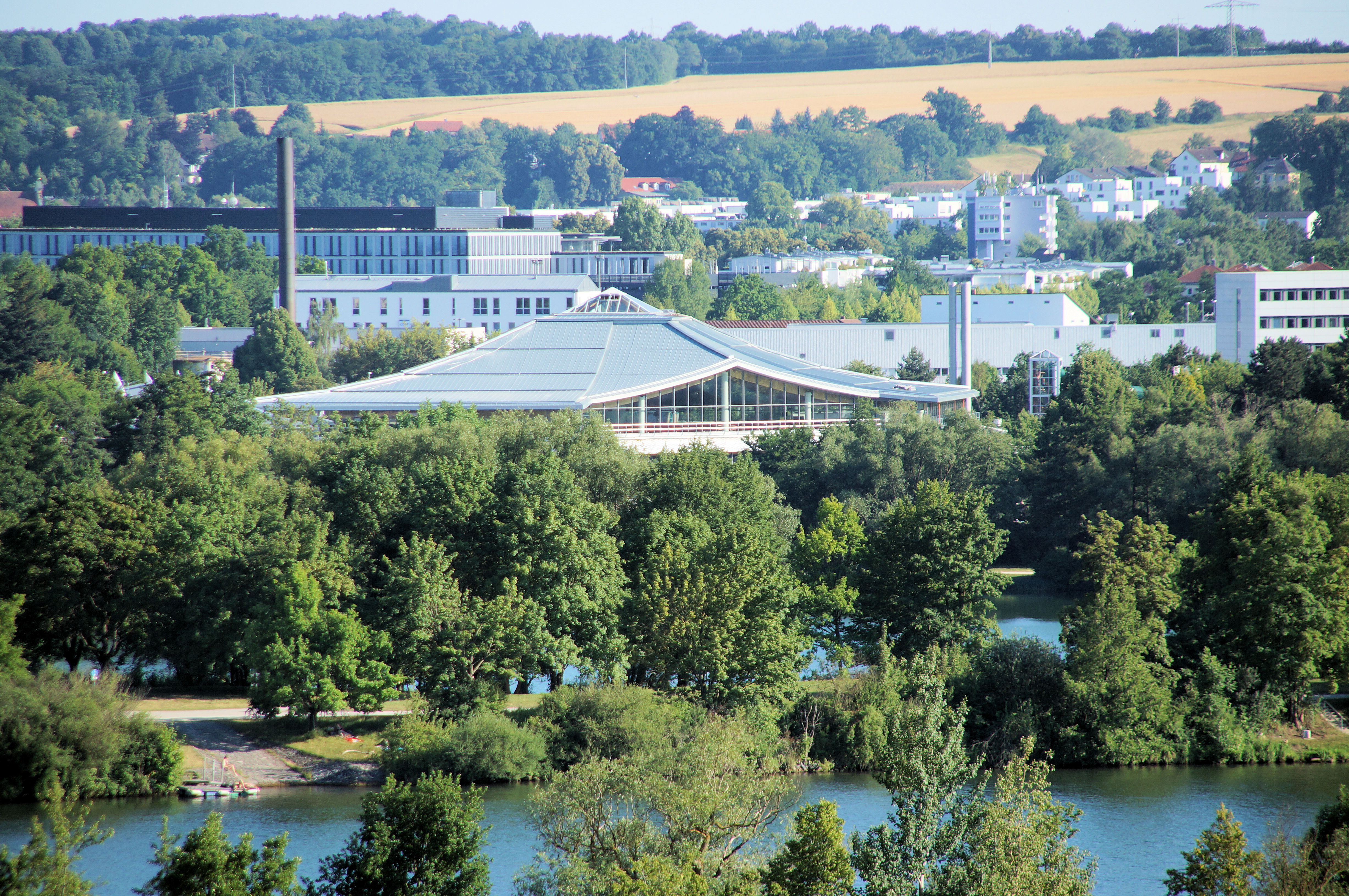
Baggersee Regensburg mit Westbad im Hintergrund
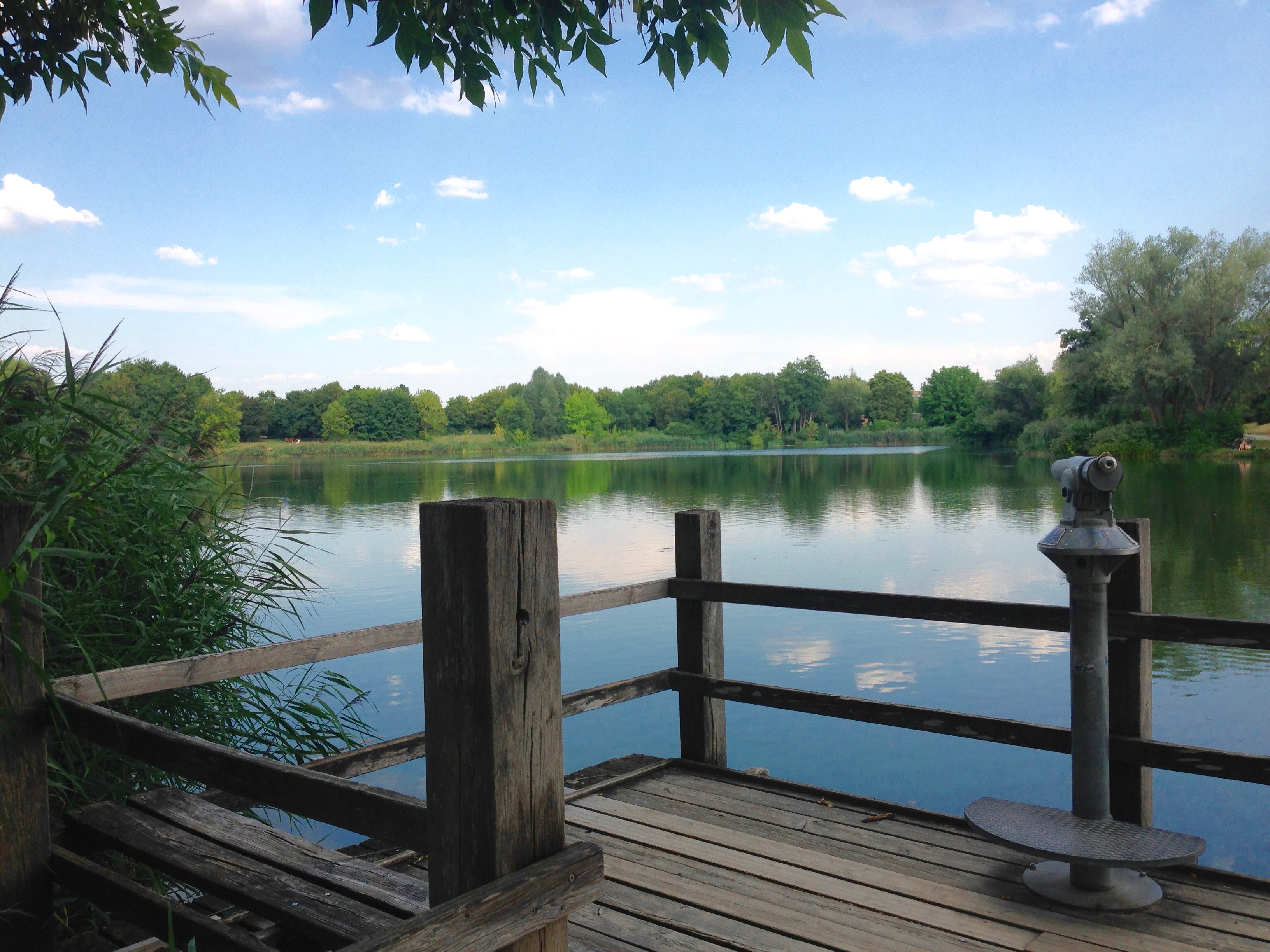
Blick über den „Baggerweiher“ vom Aussichtssteg im Norden
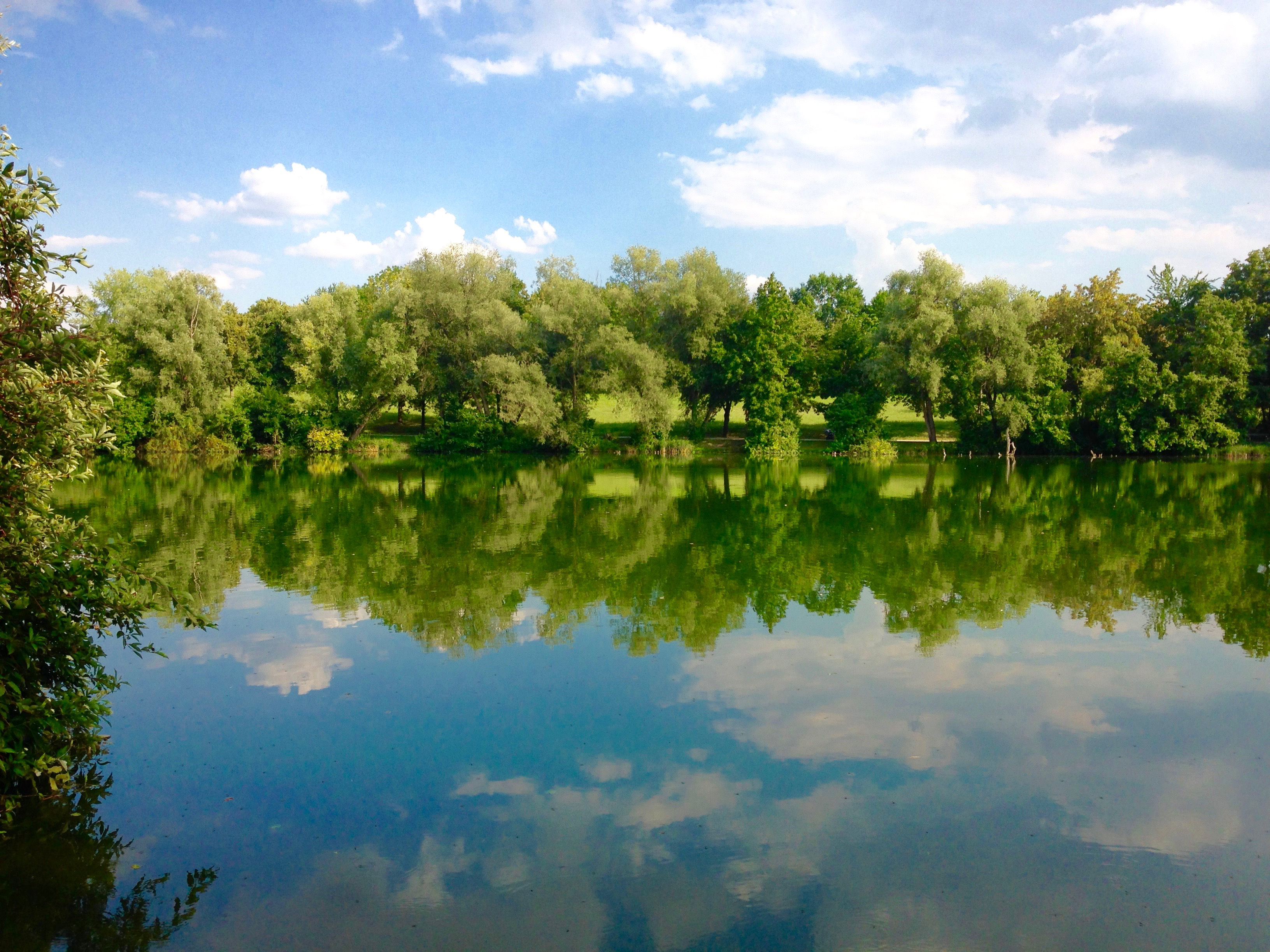
Südufer des „Baggerweihers“
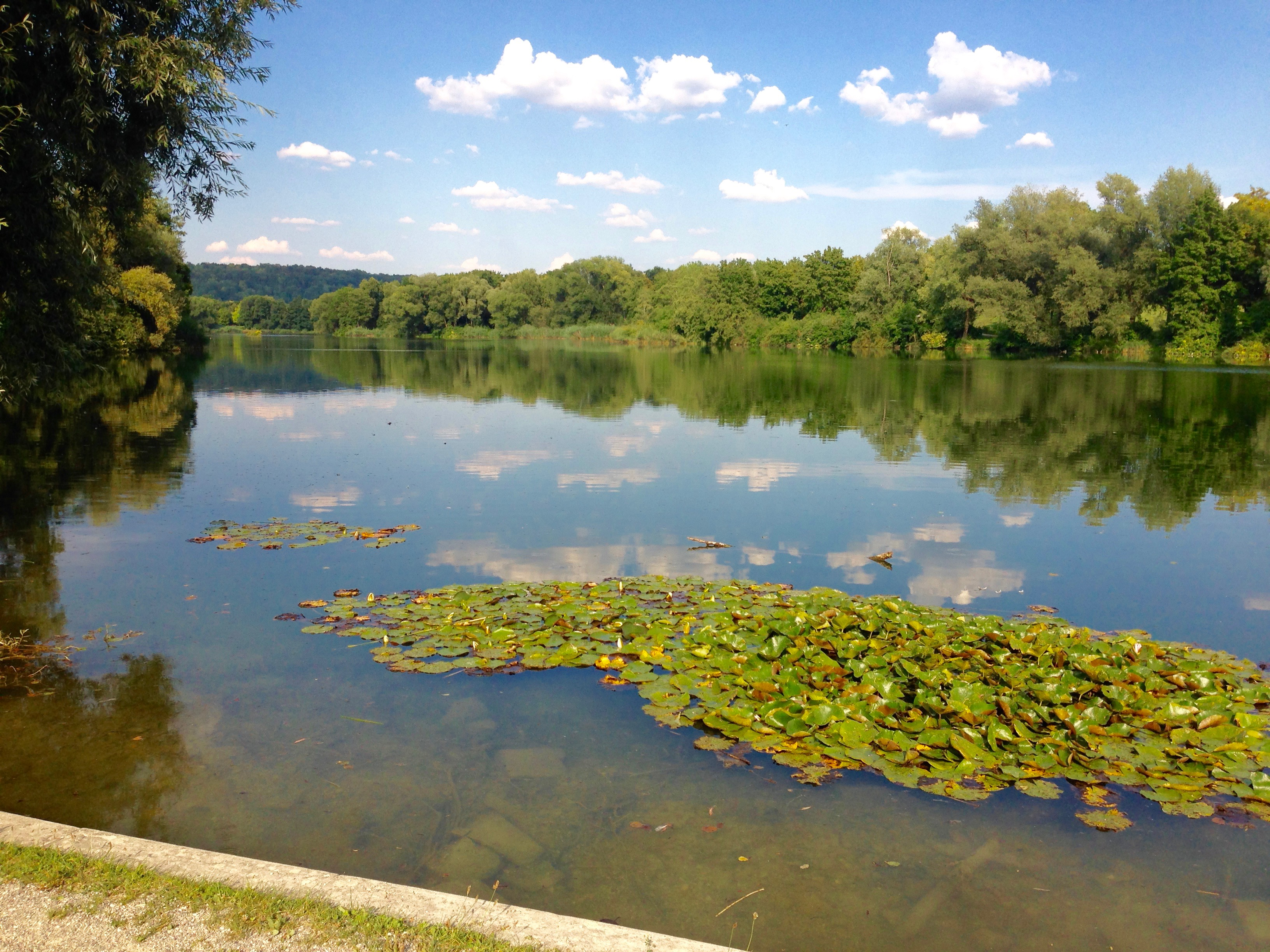
Blick von Westen über den Baggersee mit Winzerer Höhen im Hintergrund